# Zgrada ljekarne (Donja Stubica)
Zgrada Osnovne škole, Magistratska 37 je objekt u općini Donja Stubica.

## Opis
Zgrada ljekarne smještena je u samom središtu Donje Stubice. Dao ju je sagraditi zagrebački ljekarnik Eugen Feller 1901. godine. Jednokatna je pravokutna građevina s podrumom pod cijelim tlocrtom. Prizemni dio organiziran je u dva dijela, za laboratorij i ljekarnu, a do kata, namijenjenog za stanovanje, dolazi se stubištem koje je tlocrtno istureno na dvorišnoj strani. Karakteristično pročelje simetrično je koncipirano: nad središnjim ulazom u ljekarnu u zoni kata je balkon, a u krovnoj zoni bogata atika koja završava vazom. Dekorativni detalji pročelja rastvorenog nizom prozora imaju neobarokne karakteristike.